# Luman Reed
Luman Reed (1787-1836) fou un comerciant estatunidenc i un important mecenes de les arts. El seu suport als pintors George Whiting Flagg (1816-1897) i Thomas Cole, va ser una contribució molt significativa al desenvolupament de la pintura estatunidenca de principis del segle xix. També va encarregar obres a artistes com Asher Brown Durand.
Reed va néixer en una granja a Green River, a una zona que actualment és Austerlitz (Nova York). Va començar la seva carrera empresarial com a empleat d'una botiga al poble de Coxsackie (estat de Nova York), on la seva família vivia (circa 1789), abans de traslladar-se a Nova York el 1815. Allí es va convertir en un dels comerciants més prominents de la ciutat, amb una empresa de Dry Goods a Front Street, que va establir amb diversos socis, l'últim dels quals va ser el també futur mecenes Jonathan Sturges (1802-1874). Amb la seva riquesa, Reed va reunir, en el transcurs de sis anys, una de les primeres i més significatives col·leccions d'art europeu i nord-americà als Estats Units, que va mostrar en una galeria de dues cambres, especialment dissenyada a casa seva a Greenwich Street, al Lower Manhattan.
Com a mecenes d'artistes nord-americans contemporanis, tant consagrats com novells, Reed va intentar la creació d'una cultura artística nacional, tan sofisticada i reeixida com l'Europea. A més del seu interès per la pintura de paisatge i del retrat pictòric, Reed també va ser un àvid col·leccionista de pintura de gènere. El 1844, la seva col·lecció va ser adquirida per un grup d'associats a Nova York, amb la intenció de formar una col·lecció pública que, més tard, va esdevenir la New York Gallery of Fine Arts. La col·lecció va ser donada més tard a la New-York Historical Society, l'any 1858. És una de les col·leccions d'art nord-americà més importants de principis del segle xix, y ha sobreviscut intacta fins a l'actualitat.